# النووو (استان ترگوویشته)
النووو (به بلغاری: Elenovo) یک منطقهٔ مسکونی در بلغارستان است که در ترگوویشته، بلغارستان واقع شده‌است. النووو ۲۰٫۵۱ کیلومتر مربع مساحت و ۴۵۶ نفر جمعیت دارد و ۲۰۰-۲۹۹ متر بالاتر از سطح دریا واقع شده‌است.